# Punxaflors de Veneçuela
El punxaflors de Veneçuela (Diglossa venezuelensis) és un ocell de la família dels tràupids (Thraupidae).

## Hàbitat i distribució
Habita la selva pluvial i arbusts de les muntanyes costaneres del nord-est de Veneçuela.